# We Are Born Tour
Il We Are Born Tour è un tour della cantante australiana Sia, a supporto dell'album We Are Born (2010).

## Date
| Date           | Città         | Paese        | Luogo                   |
| Nord America   | Nord America  | Nord America | Nord America            |
| -------------- | ------------- | ------------ | ----------------------- |
| 21 luglio 2011 | Minneapolis   | Stati Uniti  | First Avenue            |
| 22 luglio 2011 | Chicago       | Stati Uniti  | Metro                   |
| 23 luglio 2011 | Detroit       | Stati Uniti  | Saint Andrew's Hall     |
| 24 luglio 2011 | Toronto       | Canada       | Phoenix Concert Theatre |
| 26 luglio 2011 | New York      | Stati Uniti  | Webster Hall            |
| 27 luglio 2011 | New York      | Stati Uniti  | Webster Hall            |
| 28 luglio 2011 | Washington    | Stati Uniti  | 9:30 Club               |
| 30 luglio 2011 | Montréal      | Canada       | Scène Verte             |
| 31 luglio 2011 | Boston        | Stati Uniti  | House of Blues          |
| 1º agosto 2011 | Filadelfia    | Stati Uniti  | Trocadero Theatre       |
| 3 agosto 2011  | Atlanta       | Stati Uniti  | Variety Playhouse       |
| 5 agosto 2011  | New Orleans   | Stati Uniti  | House of Blues          |
| 6 agosto 2011  | Houston       | Stati Uniti  | Warehouse Live          |
| 7 agosto 2011  | Dallas        | Stati Uniti  | Granada Theater         |
| 10 agosto 2011 | Los Angeles   | Stati Uniti  | Wiltern Theatre         |
| 11 agosto 2011 | San Diego     | Stati Uniti  | House of Blues          |
| 13 agosto 2011 | San Francisco | Stati Uniti  | Speedway Meadow         |
| 16 agosto 2011 | Portland      | Stati Uniti  | Wonder Ballroom         |
| 17 agosto 2011 | Seattle       | Stati Uniti  | Showbox SoDo            |
| 19 agosto 2011 | Vancouver     | Canada       | Commodore Ballroom      |